# Les Sextuplés
Pour plus de détails, voir Fiche technique et Distribution.
Les Sextuplés (Sextuplets) est un film américain réalisé par Michael Tiddes, sorti en 2019.

## Synopsis
Alan, un futur papa, découvre qu'il a été séparé à la naissance de quatre frères et une sœur avec lesquels il est sextuplé.

## Fiche technique
- Titre : Les Sextuplés
- Titre original : Sextuplets
- Réalisation : Michael Tiddes
- Scénario : Mike Glock, Rick Alvarez et Marlon Wayans
- Musique : John Debney
- Photographie : Don Burgess
- Montage : Lawrence Jordan
- Production : Rick Alvarez, Nathan Talbert Reimann et Marlon Wayans
- Société de production : Wayans Alvarez Productions
- Pays :  États-Unis
- Genre : Comédie
- Durée : 97 minutes
- Dates de sortie : 
  - Netflix : 16 août 2019

## Distribution
- Marlon Wayans (VF : Frantz Confiac) : Alan / Russell / Dawn / Jaspar / Ethan / bébé Pete / Lynette
- Bresha Webb (VF : Annie Milon) : Marie
- Michael Ian Black (VF : Thierry D'Armor) : Doug
- Glynn Turman (VF : Jean-Paul Pitolin) : Leland
- Debbi Morgan (VF : Laura Zichy) : Janet
- Molly Shannon (VF : Armelle Gallaud) : Linda
- Grace Junot (VF : France Renard) : Dr. Greenberg
- Robert Pralgo (VF : Jean-Marc Charrier) : Dr. Theodore Williams
- Staci Harris : Jamie
- Jason Graham : Dr. Ellis

## Accueil
Le film a reçu un accueil défavorable de la critique. Il obtient un score moyen de 21 % sur Metacritic.